# Gyroptera
Gyroptera là chi thực vật có hoa trong họ Amaranthaceae.